# Distretto di Amashca
Il distretto di Amashca è un distretto del Perù nella provincia di Carhuaz (regione di Ancash) con 1.647 abitanti al censimento 2007 dei quali 730 urbani e 917 rurali.
È stato istituito il 14 dicembre 1941.